# Saison 1985-1986 de la LHO
Saison précédente Saison suivante
La saison 1985-1986 est la sixième saison de hockey sur glace de la Ligue de hockey de l'Ontario. Les Platers de Guelph remporte la Coupe J.-Ross-Robertson en battant en finale les Bulls de Belleville.

## Saison régulière

### Classement
| Division Leyden       | PJ | V  | D  | N | Pts | BP  | BC  |
| --------------------- | -- | -- | -- | - | --- | --- | --- |
| Petes de Peterborough | 66 | 45 | 19 | 2 | 92  | 298 | 190 |
| Bulls de Belleville   | 66 | 37 | 27 | 2 | 76  | 305 | 268 |
| Generals d'Oshawa     | 66 | 37 | 27 | 2 | 76  | 285 | 257 |
| Canadians de Kingston | 66 | 35 | 28 | 3 | 73  | 297 | 257 |
| Royals de Cornwall    | 66 | 28 | 36 | 2 | 58  | 307 | 356 |
| Marlboros de Toronto  | 66 | 22 | 41 | 3 | 47  | 297 | 345 |
| 67 d'Ottawa           | 66 | 18 | 46 | 2 | 38  | 274 | 352 |

| Division Emms                  | PJ | V  | D  | N | Pts | BP  | BC  |
| ------------------------------ | -- | -- | -- | - | --- | --- | --- |
| Centennials de North Bay       | 66 | 41 | 21 | 4 | 86  | 330 | 240 |
| Platers de Guelph              | 66 | 41 | 23 | 2 | 84  | 297 | 235 |
| Rangers de Kitchener           | 66 | 35 | 27 | 4 | 74  | 318 | 309 |
| Spitfires de Windsor           | 66 | 34 | 26 | 6 | 74  | 280 | 259 |
| Wolves de Sudbury              | 66 | 29 | 33 | 4 | 62  | 293 | 330 |
| Knights de London              | 66 | 28 | 33 | 5 | 61  | 271 | 292 |
| Steelhawks de Hamilton         | 66 | 26 | 36 | 4 | 56  | 268 | 306 |
| Greyhounds de Sault Ste. Marie | 66 | 15 | 48 | 3 | 33  | 263 | 387 |

## Meilleurs pointeurs
| Joueur           | Équipe              | PJ | B  | A  | Pts | Pun |
| ---------------- | ------------------- | -- | -- | -- | --- | --- |
| Ray Sheppard     | Cornwall            | 63 | 81 | 61 | 142 | 25  |
| Scott McCrory    | Oshawa              | 66 | 52 | 80 | 132 | 40  |
| Jason Lafrenière | Hamilton/Belleville | 60 | 49 | 83 | 132 | 4   |
| Ron Sanko        | North Bay/Kitchener | 67 | 43 | 89 | 132 | 138 |
| Shawn Burr       | Kitchener           | 59 | 60 | 67 | 127 | 83  |
| Jack MacKeigan   | Toronto             | 66 | 53 | 59 | 112 | 64  |
| Craig Duncanson  | Sudbury/Cornwall    | 61 | 43 | 67 | 110 | 190 |
| Gary McColgan    | Oshawa              | 57 | 49 | 55 | 104 | 22  |
| Mike Stapleton   | Cornwall            | 56 | 39 | 65 | 104 | 74  |
| Tim Armstrong    | Toronto             | 64 | 35 | 69 | 104 | 36  |

## Séries Éliminatoires
Lors des séries éliminatoires, un premier tour eut lieu où les équipes était classées par le nombre total de points récolté.

### Premier tour
- Les Petes de Peterborough remporte leur série 8 points à 0 contre les Marlboros de Toronto.
- Les Bulls de Belleville remporte leur série 9 points à 3 contre les Royals de Cornwall.
- Les Canadians de Kingston remporte leur série 8 points à 4 contre les Generals d'Oshawa.
- Les Platers de Guelph remporte leur série 8 points à 0 contre les Wolves de Sudbury.
- Les Spitfires de Windsor remporte leur série 8 points à 2 contre les Rangers de Kitchener.
- Les Centennials de North Bay remporte leur série 9 points à 1 contre les Knights de London.

### Deuxième tour
Le deuxième tour est disputé sous forme de « Round Robin ». Les deux premières équipes de chaque divisions accèdent au tours suivant.
| Équipe                | Points | résultat |
| --------------------- | ------ | -------- |
| Petes de Peterborough | 4      | Qualifié |
| Bulls de Belleville   | 4      | Qualifié |
| Canadians de Kingston | 2      | éliminé  |

| Équipe                   | Points | résultat |
| ------------------------ | ------ | -------- |
| Platers de Guelph        | 8      | Qualifié |
| Spitfires de Windsor     | 4      | Qualifié |
| Centennials de North Bay | 2      | éliminé  |

### Demi-finale
- Les Bulls de Belleville remporte leur série 9 points à 7 contre les Petes de Peterborough.
- Les Platers de Guelph remporte leur série 8 points à 4 contre les Spitfires de Windsor.

### Finale
- Les Platers de Guelph remporte la série 8 points à 4 contre les Bulls de Belleville.

## Trophées OHL
| Coupe J.-Ross-Robertson :       | Platers de Guelph                                                  |
| Trophée Hamilton Spectator :    | Petes de Peterborough                                              |
| Trophée Red-Tilson :            | Ray Sheppard, Royals de Cornwall                                   |
| Trophée Eddie-Powers :          | Ray Sheppard, Royals de Cornwall                                   |
| Trophée Matt-Leyden :           | Jacques Martin, Platers de Guelph                                  |
| Trophée Jim-Mahon :             | Ray Sheppard, Royals de Cornwall                                   |
| Trophée Max-Kaminsky :          | Jeff Brown, Wolves de Sudbury Terry Carkner, Petes de Peterborough |
| Trophée Jack-Ferguson :         | Troy Mallette, Greyhounds de Sault Ste. Marie                      |
| Trophée Dave-Pinkney :          | Kay Whitmore et Ron Tugnutt, Petes de Peterborough                 |
| Trophée de la famille Emms :    | Lonnie Loach, Platers de Guelph                                    |
| Trophée F.-W.-« Dinty »-Moore : | Paul Henriques, Bulls de Belleville                                |
| Trophée William-Hanley :        | Jason Lafrenière, Bulls de Belleville                              |
| Trophée Leo-Lalonde :           | Steve Guénette, platers de Guelph                                  |
| Trophée Bobby-Smith :           | Chris Clifford, Canadians de Kingston                              |